# Никола Попов (политик)
Вижте пояснителната страница за други личности с името Никола Попов.
Никола Христов Попов е български юрист, учител и политик, общински съветник и народен представител, кмет на Варна в периода 1927 – 1930 година, издигнат от партията Демократически сговор.

## Биография
Роден е на 11 февруари 1875 година в Крушево, Османска империя, днес Северна Македония. Син е на поп Христо Стефанов Милев (1844 – 1937) – участник в борбите за църковна и политическа свобода в Крушево в периода 1869 – 1880, осъден на 101 години заточение на остров Лесбос, но избягал на четвъртата година и заселил се в село Николаевка, Варненско, където е служил като свещеник до пенсионирането си. Никола Попов завършва право в Софийския университет през 1902 година и постъпва като стажант във Варненския окръжен съд. След двегодишен стаж е назначен за кандидат-съдия при Пловдивския окръжен съд, но не успява да постъпи на работа. Уволнен е със заповед на княз Фердинанд, защото на току-що завършилия конгрес на правниците, в който взема участие, е подписал телеграма до царя за лошото управление на властващата тогава партия. През лятото на 1905 г. заминава за Козлуджа (днес Суворово, Варненско), където започва адвокатската си кариера към мировия съд. През 1906 г. става адвокат във Варна и практикува до 1945 година с кратки прекъсвания, когато заема постове във властта. През 1908 – 1909 година е председател на Варненската окръжна постоянна комисия.
През Балканската война е взводен командир в 8-и приморски полк. Ранен е в битката при с. Колиби. През Първата световна война е мобилизиран във Втори полк на Единадесета пехотна македонска дивизия и завършва войната като капитан. Като делегат от Варна участва във Великия македонски събор в София, 28 септември – 1 октомври 1919 година, на който е избран за председател.
През 1927 г. е избран за кмет на Варна и остава на поста до 1930 година. Развива активна дейност, в която важен приоритет е издигането на Варна като модерен курортен град. Инициира строеж на казино в Морската градина, изграждане на нов фонтан със скулптурна композиция, посторяване на тенис-игрище. Варненската община издава рекламно албумче и отделя за реклама 300 000 лева годишно. Предприема градоустройствени мероприятия – благоустрояване на Гръцката махала и Морската градина, покриване на улици с асфалт и павета, построяване на северните бани със стълбището-серпентина, водещо към тях, както и трайните насаждения и укрепвания по тяхното протежение. Организира ремонт на Летния театър, рибните хали, пощенските станции. През 1928 – 1929 г. започва строежа на училище в квартал Сев-Севмес, на училище „Цар Симеон“ и други. Извършва и частични ремонти на редица учебни заведения. По инициатива на Никола Попов се сформира комитет, който да се занимава с решаване на въпросите за подпомагане на бедните деца и издръжката на безплатни ученически трапезарии.
През 1930 година се връща към адвокатската кариера. Заедно с това през същата година е поканен за частен доцент по гражданско и търговско право във Висшето търговско училище в града (днес – Икономически университет - Варна), където преподава до края на 1935 г.
След Деветосептемврийския преврат на 29 септември 1944 година е арестуван като бивш кмет, но след няколко дни е освободен. На 12 февруари 1945 година, вече 70-годишен, е арестуван отново и след инквизиция и даване на показания е изпратен в затвора. На 12 март е изправен пред осми състав на Народния съд във Варна и е осъден на 2 години строг тъмничен затвор, лишаване от права за 7 години, 500 000 лева глоба и конфискация на една четвърт от имуществото. На 1 август 1949 година е изселен в село Бдинци, Провадийско, а през 1950 г. – преселен в село Победа, Добричко. Към края на 1953 г. заболява от рак и тогава му разрешават да се завърне във Варна, за да бъде опериран. Почива на 9 май 1954 г. в таванската стаичка на някогашния си дом.
На 25 ноември 1996 г. с решение № 722 Второ наказателно отделение на Върховния съд отменя по реда на надзора влезлите в сила от 1945 г. присъди на интелектуалци, между които е и Никола Попов.
Попов е дядо на политика Илко Ескенази.